# Tyleria grandiflora
Tyleria grandiflora là một loài thực vật có hoa trong họ Ochnaceae. Loài này được Gleason miêu tả khoa học đầu tiên năm 1931.